# Синт-Питерс-Леув
Синт-Питерс-Леув (нидерл. Sint-Pieters-Leeuw; фр. Leeuw-Saint-Pierre) — коммуна в провинции Фламандский Брабант, Фландрия, королевство Бельгия. Население — 31 119 чел. (2008 г., оценка) на площади около в 40,38 км². Коммуна относится к историко-географической области Пайоттенланд. Официальный язык — нидерландский, но он является родным для менее чем половины населения коммуны.

## Демолингвистика
По переписи 1947 года франкофоны составляли 17,38 % населения коммуны. Коммуна подвержена постепенной галлизации, число франкофонов в ней составляет не менее 20 % и имеет тенденцию к дальнейшему росту. Отношения между франкофонами и фламандцами напряжены. Так как с 1947 г. данные о родном языке жителей Бельгии не собираются, родной язык рожениц фиксируется в роддомах. В 2008 г. 42,6 % рождений в коммуне прошлось на франкофонок, 37,3 % на фламандок; и около 20,1 % на аллофонок.